# Exotický atom
Exotický atom je obecné označení pro atom, ve kterém byla jedna nebo více jeho stavebních částic (elektron, proton, neutron) nahrazena jinou částicí se stejným nábojem. Například elektron atomového obalu může být nahrazen záporně nabitým mionem (mionové atomy), pionem (pionové atomy) nebo antiprotonem (antiprotonové atomy). Nahrazen může být nejen elektron v obalu, ale i nukleon v jádře (např. atomy s hyperjádrem).
Všechna takováto uspořádání částic jsou nestabilní, exotické atomy proto mívají velmi krátkou dobu života.

## Mionové atomy
V mionovém atomu je elektron nahrazen mionem, který je leptonem stejně jako elektron. Protože jsou leptony citlivé pouze na slabou, elektromagnetickou a gravitační interakci, jsou mionové atomy velmi přesně řízeny elektromagnetickou interakcí a jejich popis není komplikovaný silnou interakcí mezi leptony a nukleony.
Protože mion je o hodně těžší než elektron, jsou Bohrovy orbitaly blíže k jádru v mionovém atomu, než v normálním atomu a kvantově elektrodynamické korekce jsou podstatnější. Studium jejich energetických úrovní a relativních pravděpodobností přechodu z excitovaného stavu do základního stavu poskytuje možnost experimentálního testování kvantové elektrodynamiky.

## Hadronové atomy
Hadronový atom je atom, ve kterém je jeden z elektronů jeho obalu nahrazen nabitým hadronem. Mezi takové možné hadrony patří mezony jako piony nebo kaony, tvořící pak mezonový atom, antiprotony, tvořící antiprotonový atom a baryon Σ−, tvořící Σ−−atom (poslední dvě možnosti se zahrnují pod společný název baryonové atomy, tedy atomy s baryonem v obalu).
Atomové orbitaly mezoatomů se liší nejen kvůli odlišné hmotnosti (obdobný vliv jako u mioatomů), ale také tím, že k popisu kvantověmechanického chování mezonu v obalu je nutno použít Kleinovu–Gordonovu rovnici (na rozdíl od Diracovy rovnice pro elektron).
Na rozdíl od leptonů mohou hadrony interagovat silnou interakcí, takže energetické hladiny hadronových atomů jsou ovlivněny také jadernými silami mezi nukleonem a hadronem v atomovém obalu. Poněvadž silná interakce je interakce krátkého dosahu, tyto efekty jsou silnější, pokud je zúčastněný atomový orbital blíže k jádru; některé stavy s nízkou energetickou úrovní se pak nemohou fyzicky realizovat, protože leží uvnitř jádra a hadron z obalu je jádrem absorbován. Hadronové atomy jako je pionový vodík, kaonový vodík, poskytují zajímavé experimentální testy teorie silné interakce - kvantové chromodynamiky.
Z baryonových atomů bylo v r. 1991 objeveno antiprotonové hélium (atomové jádro hélia s "obalem" tvořeným antiprotonem a elektronem), v r. 2006 pak byla prokázána produkce protonia čili antiprotonového vodíku, vázané soustavy protonu a antiprotonu. V případě antiprotonového hélia, jakéhosi hybridu mezi atomem a molekulou, se používá též název atomkule.

## Onium
Onium je vázaný stav částice s její antičásticí. Klasickým oniem je pozitronium, složené z elektronu a pozitronu vázaných dohromady jako dlouho žijící metastabilní stav. Pozitronium bylo zkoumáno už roku 1950 pro porozumění vázaným stavům v kvantové teorii pole a představuje jeden z experimentálních základů nerelativistické kvantové elektrodynamiky.
Pionium je vázaný stav dvou opačně nabitých pionů, je vhodné pro zkoumání silné interakce. To by mělo platit i o protoniu.
I některé neexotické mezony lze označit jako onium, konkrétně kvarkonium, neboť se jedná o vázané stavy kvarku a jemu příslušného antikvarku. Představují tak jistou analogii pozitronia, ale protože jsou vázány silnou interakcí a nikoli elektromagneticky, nelze je nazývat exotickými atomy. Protože mezony tvořené třemi nejlehčími kvarky představují lineární kombinace kvarkoniových stavů, lze o pravém kvarkoniu hovořit až u charmonia (částice J/ψ) a bottomonia (mezon upsilon). Kvarky t jsou tak těžké, že se rozloží slabou interakcí dříve, než vůbec vytvoří vázaný stav. Experimentální výzkumy těchto stavů a jejich srovnání s teoretickými modely (nerelativistická kvantová chromodynamika, kvantová chromodynamika na mříži) jsou důležitými testy kvantové chromodynamiky.
Mionium je název nesystematicky používaný jak pro soustavu antimionu a elektronu (dle doporučení IUPAC), tak pro onium, tedy teoreticky předpovězenou soustavu antimionu a mionu.
Porozumět vázaným stavům hadronů jako je pionium a protonium je důležité i pro pojmové vyjasnění podobných exotických vázaných stavů hmoty - exotických atomových jader (záporný pion či kaon vázaný v jádře) a exotických hadronů (mezonové molekuly, tetrakvarky, pentakvarky, dibaryony). Ve všech těchto případech se jedná o vázané stavy kvarků na dvou hierarchických úrovních, kdy vyšší úroveň řízená elektromagnetickou nebo silnou interakcí je více či méně ovlivňována silnou interakcí nižší úrovně.

## Atomy s hyperjádrem
Atomy mohou být složeny z elektronových orbitalů a hyperjader, obsahující kromě nukleonů podivné částice zvané hyperony, zpravidla elektricky neutrální hyperon Λ. Atomy s hyperjádrem jsou obecně studovány pro jejich jaderné chování, spadající do oblasti zájmu jaderné fyziky, spíše než atomové fyziky.

## Kvazičásticové atomy
V systémech hmoty v kondenzovaném stavu (zpravidla pevné látky a jim podobné exotické fáze), zvláště v některých polovodičích, jsou tzv. excitované stavy, kde jsou vázány stavy elektronu a elektronová díra.